# Pterinochilus vorax
Pterinochilus vorax là một loài nhện trong họ Theraphosidae.
Loài này thuộc chi Pterinochilus. Pterinochilus vorax được Mary Agard Pocock miêu tả năm 1897.